# サンプラザ中野のマネーランナー
『サンプラザ中野のマネーランナー』（サンプラザなかののマネーランナー）は、JFN系列で放送されていたエフエム北海道（AIR-G'）製作のラジオ番組。
個人投資家たちの応援をコンセプトにした経済雑学バラエティ番組で、サンプラザ中野くんがパーソナリティを務めていた。外為どっとコムの一社提供。
製作局のAIR-G'では2005年10月2日から2009年12月27日まで放送。前期においては本項の表題通りのタイトルで放送されていたが、中野が2008年1月に芸名を改めたのに伴い、以後は『サンプラザ中野くんのマネーランナー』と題して放送されていた。

## ネット局
| 放送対象地域 | 放送局                              | 系列    | 放送日時                            | 備考                  |
| ------------ | ----------------------------------- | ------- | ----------------------------------- | --------------------- |
| 北海道       | エフエム北海道（AIR-G'）            | JFN系列 | 日曜 21:00 - 21:30                  | 製作局                |
| 大阪府       | エフエム大阪（fm osaka → FM OSAKA） | JFN系列 | 土曜 20:00 - 20:30                  | 2008年9月27日まで放送 |
| 福岡県       | エフエム福岡（fm fukuoka）          | JFN系列 | 日曜 21:00 - 21:30                  | 2008年9月28日まで放送 |
| 沖縄県       | エフエム沖縄（FM沖縄）              | JFN系列 | 日曜 9:00 - 9:30 日曜 21:00 - 21:30 | 最終回まで放送        |